# FK Dinamo Samarcanda
El FK Dinamo Samarcanda és un club de futbol uzbek de la ciutat de Samarcanda. Juga a l'estadi Olimpia, construït el 1963.

## Història
Evolució del nom:
- 1960 - 1963: Dinamo Samarcanda
- 1963 - 1967: Spartak Samarcanda
- 1967 - 1968: Sogdiana Samarcanda
- 1968 - 1970: FK Samarcanda
- 1970 - 1976: Spartak Samarcanda
- 1976 - 1991: Dinamo Samarcanda
- 1991 - 1993: Marakanda Samarcanda
- 1993 - 1997: Dinamo Samarcanda
- 1997 - 1998: Afrosiab Samarcanda
- 1998 - 2000: FK Samarcanda
- 2000 - 2008: FK Samarcanda-Dinamo
- 2008 - avui: PFK Dinamo Samarcanda